# Сніговий кальвіль
Сніговий кальвіль — український сорт яблуні домашньої народної селекції, близький до відомого сорту винайденого в Кальвілі (Франція). Один з найпоширеніших зимових сортів яблук в Україні. Походить із Вінницької області.

## Основні характеристики сорту
Дерева добре ростуть у місцевостях з відносно обмеженою кількістю тепла протягом вегетаційного періоду і з недостатністю вологи. Вони середньорослі, швидкорослі, мають широку округлу крону. Вік плодоносіння — 5-6 років.
Цвітіння триває недовго, починається в середні строки. Найкращими запилювачами вважаються — Джонатан, Айдаред, Антонівка звичайна.
Плоди округло-конічної форми, світло-жовті, іноді з рожево-кремовим рум'янцем (особливо ті, які більше на сонці були), з дрібними малопомітними крапочками під шкіркою. Шкірочка тонка, гладка, щільна, еластична, блискуча. М'якуш яблук щільний, ніжний, хрусткий, на смак — кисло-солодкий (оцінка смаку — 4,3-4,4). Але після збирання соковитість яблук швидко (через тиждень-два) падає. А вже після Нового року яблука стають рихлі, рідко долежують до весни.

## Переваги та недоліки
Плоди зберігаються дуже добре, за умови знімання без пошкодження плоду. Недостатньо висока транспортабельність плодів і можливі осипання яблук при переспілості і запізнілому зніманні врожаю. Відсутність покривного забарвлення призводить до того, що поверхня плодів навіть від легких натисків може втратити свій зовнішній вигляд, що значно знижує їх товарні якості. Знімна стиглість настає в середині вересня, споживча — в жовтні — листопаді. У сховищі зберігаються до січня, іноді долежують до весни.
Перевагою сорту є висока зимостійкість, урожайність, стійкість до грибкових захворювань. Сорт високостійкий до ураження борошнистою росою та середньостійкий до парші. Дерева не схильні до періодичності плодоносіння.
Яблука вживаються свіжими, а також використовуються для мочіння та виготовлення соків.

## Зимостійкість та поширення
Сорт відзначається високою зимостійкістю. Поширений в більшості областей України, значні площі снігового кальвіля були на Київщині. Із розпадом СРСР і зникненням колгоспів більшість садів зазнали занепаду і тому кількість яблунь цього сорту значно зменшилася.

## Галерея

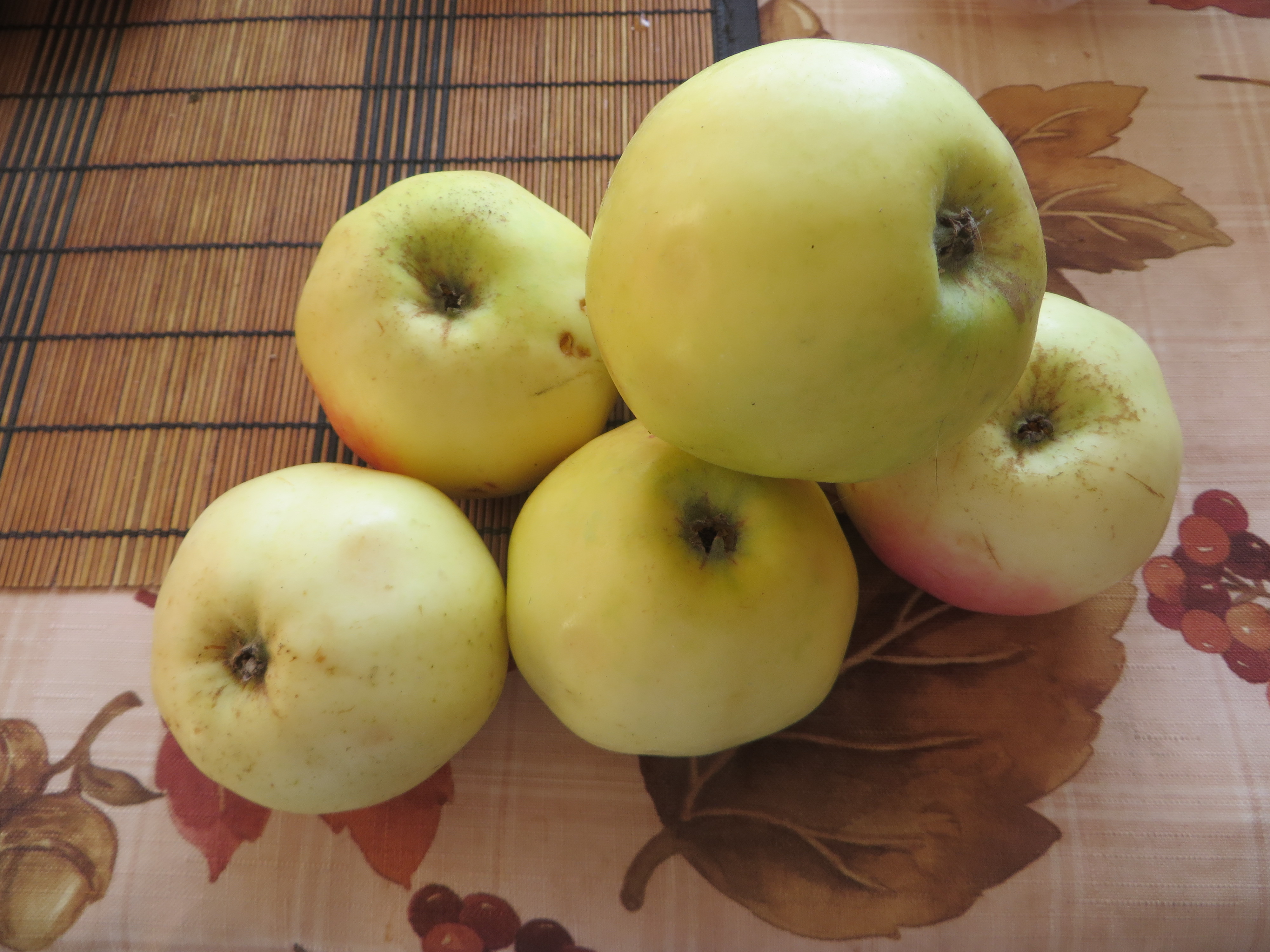
яблуко з Чернігова, 2014
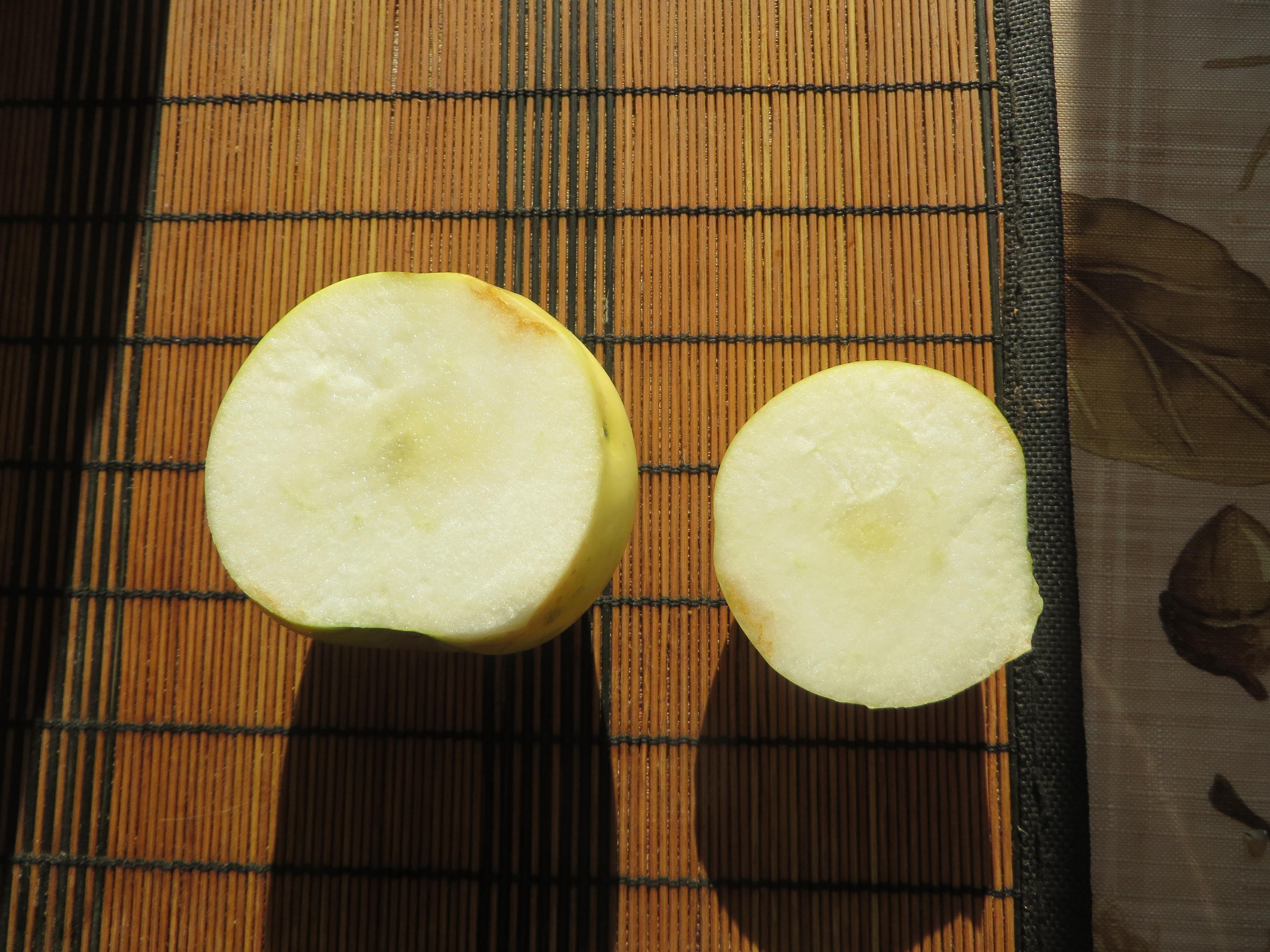
біла м'якоть